# 八字橋 (虹口)

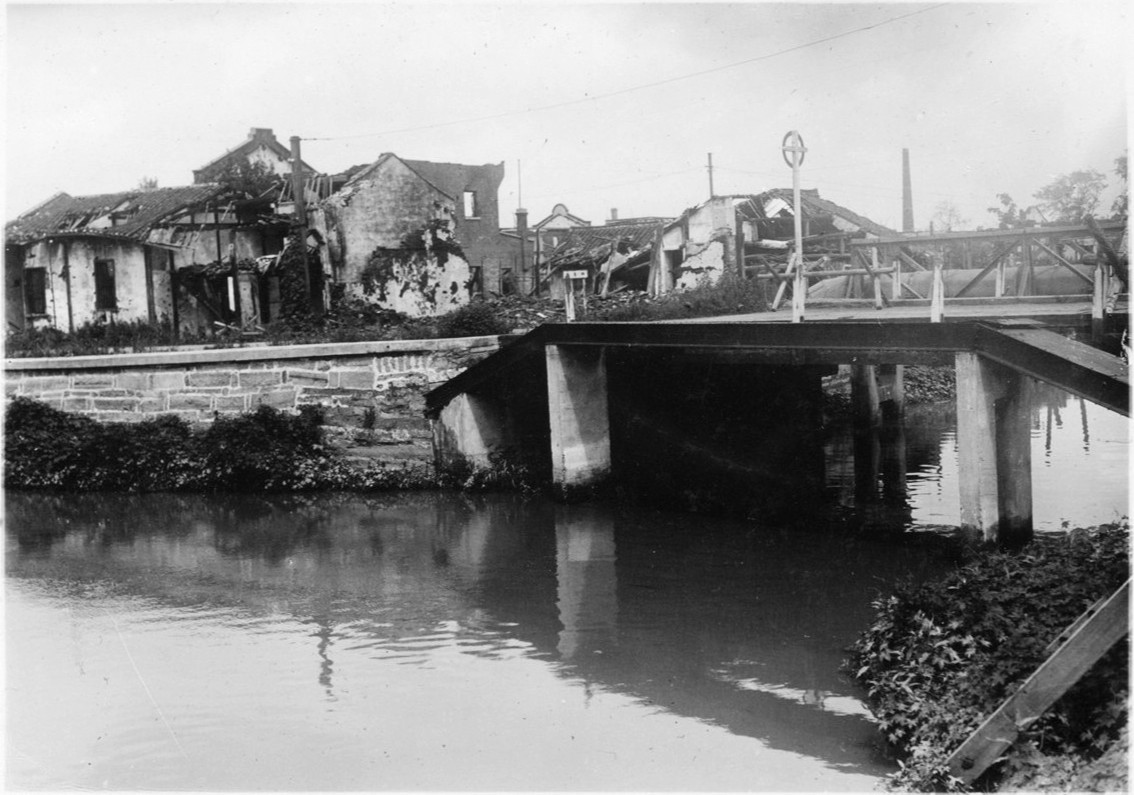
淞沪会战后的八字橋

八字橋又名寶安橋，是中華人民共和國上海市虹口區一座橫跨俞泾浦的橋樑，水電路和柳營路即以此為界。八字橋建於中華民國初年。1932年，一二八事件期間，日軍意圖占领八字桥並由此前往上海北站，但被駐扎在八字桥的國民革命軍第十九路军六十师所阻攔。國民革命軍與日軍在八字橋對峙月余，日军曾多次向國民革命軍进攻，但最終仍未能攻佔八字橋。1933年，八字桥改建为单孔钢筋水泥桥。2006年1月5日，八字桥被虹口区人民政府公布为虹口区历史遗址纪念地。